# Віктор Гавлічек
Віктор Гавлічек (нім. Viktor Havlicek, 16 липня 1914, Відень — 22 жовтня 1971, Дюрен) — австрійський футболіст, що грав на позиції воротаря. Після завершення ігрової кар'єри — футбольний тренер. Виступав за клуби «Ферст Вієнна» (Відень), «Фенікс» (Карлсруе), а також національну збірну Австрії.

## Клубна кар'єра
У основному складі «Ферст Вієнни» дебютував у сезоні 1933-34, зігравши 6 матчів. Основним воротарем команди на той момент був Карл Горешовський. Уже в наступному сезоні Гавлічек витіснив свого конкурента з основи, провівши 18 матчів з 22 можливих.
Виступав у складі «Вієнни» до 1938 року, зігравши 82 матчі у чемпіонаті Австрії, 13 матчів у кубку Австрії, 12 матчів у кубку Мітропи і 3 матчі у відбірковому турнірі до кубка Мітропи.
В 1936 році був фіналістом кубка Австрії, коли його команда поступилась «Аустрії» з рахунком 0:3. А уже за рік у 1937 році став володарем кубка. У фіналі «Вієнна» перемогла з рахунком 2:0 «Вінер Шпорт-Клуб».
З 1938 по 1946 рік «Фенікс Карлсруе». Періодично також виступав у команді «Кікерс» (Оффенбах), але повертався до «Карлсруе». В 1940 році в матчі першого раунду кубка Німеччини проти «Франкфурта» відзначився забитим голом з пенальті на 79-й хвилині матчу за рахунку 2:2 (закінчили 4:2).

## Виступи за збірні
1935 року дебютував в офіційних матчах у складі національної збірної Австрії у грі проти збірної Польщі (0:1). Ще два матчі на його рахунку у 1936 році.
У 1935 році також зіграв по одному матчу у складі збірної Відня (проти Праги 1:2) і збірної Австрія-Б (Проти Італії-Б 0:0).

## Кар'єра тренера
Тренерську діяльність розпочав у 1947 році в німецькому клубі «Алеманія» (Аахен). Далі працював в нідерландських командах МВВ «Маастрихт»
і «Рапід» (Керкраде).
Також працював у тренерському штабі збірної Бельгії, де головним вважався Констант Ванден Сток. Гавлічек входив до штабу в 13 матчах збірної в 1958—1960 роках.
Після цього тренував бельгійський «Роял Антверпен» і знову МВВ «Маастрихт».
Брат Віктора Гавлічека — Едуард Гавлічек був футбольним тренером, що працював в Німеччині і Люксембургу.
| Дата       | Місто   | Господарі  | Результат | Гості    | Турнір           | Голи | Примітки |
| ---------- | ------- | ---------- | --------- | -------- | ---------------- | ---- | -------- |
| 6/10/1935  | Варшава | Польща     | 1 – 0     | Австрія  | товариський матч | -    |          |
| 26/01/1936 | Порту   | Португалія | 2 – 3     | Австрія  | товариський матч | -    |          |
| 5/04/1936  | Відень  | Австрія    | 3 – 5     | Угорщина | товариський матч | -    |          |
| Усього     |         | Матчів     | 3         |          | Голів            | 0    |          |

### Статистика виступів за збірну Відня
| № | Дата       | Місце проведення | Команда 1        | Рахунок | Команда 2              | Голи |
| - | ---------- | ---------------- | ---------------- | ------- | ---------------------- | ---- |
| 1 | 24.03.1935 | Ліворно          | Італія-Б         | 0:0     | Австрія-Б              |      |
| 2 | 14.04.1935 | Відень           | Відень (Австрія) | 1:2     | Прага (Чехословаччина) |      |

### Статистика виступів у кубку Мітропи
| №                      | Розіграш               | Стадія                 | Дата та місце проведення | Команда 1              | Рахунок | Команда 2           | Голи та інші дії |
| ---------------------- | ---------------------- | ---------------------- | ------------------------ | ---------------------- | ------- | ------------------- | ---------------- |
| 1                      | 1935                   | 1/8                    | 18.06.1935, Відень       | Ферст Вієнна           | 1:1     | Спарта (Прага)      |                  |
| 2                      | 1935                   | 1/8                    | 22.06.1935, Мілан        | Спарта (Прага)         | 5:3     | Ферст Вієнна        |                  |
| 3                      | 1936                   | 1/8                    | 20.06.1936, Будапешт     | Хунгарія (Будапешт)    | 0:2     | Ферст Вієнна        |                  |
| 4                      | 1936                   | 1/8                    | 28.06.1936, Відень       | Ферст Вієнна           | 5:1     | Хунгарія (Будапешт) |                  |
| 5                      | 1936                   | 1/4                    | 5.07.1936, Відень        | Ферст Вієнна           | 2:0     | Амброзіана-Інтер    |                  |
| 6                      | 1936                   | 1/4                    | 12.07.1936, Мілан        | Амброзіана-Інтер       | 4:1     | Ферст Вієнна        |                  |
| 7                      | 1937                   | 1/8                    | 13.06.1937, Відень       | Ферст Вієнна           | 2:1     | Янг Фелловз         |                  |
| 8                      | 1937                   | 1/8                    | 27.06.1937, Цюрих        | Янг Фелловз            | 1:0     | Ферст Вієнна        |                  |
| 9                      | 1937                   | 1/8, перегр            | 29.06.1937, Цюрих        | Янг Фелловз            | 0:2     | Ферст Вієнна        |                  |
| 10                     | 1937                   | 1/4                    | 4.07.1937, Будапешт      | Ференцварош            | 2:1     | Ферст Вієнна        |                  |
| 11                     | 1937                   | 1/4                    | 11.07.1937, Відень       | Ферст Вієнна           | 1:0     | Ференцварош         |                  |
| 12                     | 1937                   | 1/4, перегр            | 14.07.1937, Будапешт     | Ференцварош            | 2:1     | Ферст Вієнна        |                  |
| Всього у кубку Мітропи | Всього у кубку Мітропи | Всього у кубку Мітропи | Всього у кубку Мітропи   | Всього у кубку Мітропи | 12      |                     | 0                |

## Титули і досягнення
- Срібний призер чемпіонату Австрії (1):

«Вієнна» (Відень): 1936
- Бронзовий призер чемпіонату Австрії (1):

«Вієнна» (Відень): 1937
- Володар Кубка Австрії (1):

«Вієнна» (Відень): 1937
- Фіналіст Кубка Австрії (1):

«Вієнна» (Відень): 1936